# Ostbevern
Ostbevern è un comune di 11 229 abitanti della Renania Settentrionale-Vestfalia, in Germania.
Appartiene al distretto governativo (Regierungsbezirk) di Münster e al circondario (Kreis) di Warendorf (targa WAF).